# Percy Fawcett
Percy Harrison Fawcett (18. srpna 1867 – v nebo po roce 1925, ztracen 29. května 1925) byl britský koloniální důstojník artilerie, archeolog a výzkumník, považovaný za posledního viktoriánského badatele a „amazonského Davida Livingstonea“. Jeho starším bratrem byl horolezec a autor dobrodružných knih Edward Douglas Fawcett.

## Životopis
Absolvoval elitní soukromé školy – včetně té ve Westminsteru – pověstné tvrdými metodami; později tvrdil, že časté výprasky „nijak nezměnily mé názory“. Jako sedmnáctiletý byl, zjevně přinucen matkou, poslán do Královské vojenské akademie ve Woolwichi. Percy Fawcett podnikl několik expedic do Jižní Ameriky. První z nich proběhla v roce 1906. Později absolvoval šest dalších expedic (během první světové války působil v armádě, což mu znemožnilo cestování).

## Zmizení
Na svou poslední, nejslavnější expedici do oblasti Mato Grosso odjel v roce 1925 se svým synem Jackem a svým dlouholetým přítelem Raleighem Rimellem; cílem bylo nalezení „Z“ – jím pojmenovaného starodávného ztraceného města v brazilské džungli. Všichni tři se však ztratili a nikdy nebyli nalezeni. Později se objevily zprávy, že byl Fawcett zabit místními obyvateli, avšak podle doložených ostatků se jednalo o jinou osobu. Před zahájením průzkumnické kariéry pracoval například jako špion pro Secret Intelligence Service (mise v Maroku).